# Ian Ruff
Ian Ruff (* 16. Dezember 1946) ist ein ehemaliger australischer Segler.

## Erfolge
Ian Ruff nahm an den Olympischen Spielen 1976 in Montreal in der 470er Jolle teil. Gemeinsam mit Ian Brown belegte er den dritten Platz hinter den Deutschen Harro Bode und Frank Hübner sowie Antonio Gorostegui und Pedro Millet aus Spanien. Sie erhielten mit einer Gesamtpunktzahl von 57 Punkten die Bronzemedaille vor dem punktgleichen sowjetischen Boot, vor dem sie dank eines ersten Platzes in der sechsten Wettfahrt klassifiziert wurden. Den beiden sowjetischen Seglern Wiktor und Alexander Potapow gelangen lediglich zwei zweite Plätze.